# Anagyrus brevicornis
Anagyrus brevicornis är en stekelart som först beskrevs av Shamim och Shafee 1985.  Anagyrus brevicornis ingår i släktet Anagyrus och familjen sköldlussteklar. Inga underarter finns listade i Catalogue of Life.